# 수성중학교 축구부
수성중학교 축구부는 경기도 수원시에 위치한 수성중학교의 축구부이다.

## 같이 보기
- 수성중학교